# شصتمین مراسم جایزه گرمی
شصتمین مراسم جایزه گرمی در ۲۸ ژانویه ۲۰۱۸، در سالن مدیسن اسکوئر گاردنِ نیویورک برگزار شد. شبکه سی‌بی‌اس این مراسم را به صورت زنده پوشش داد. برای اولین بار بعد از سال ۲۰۰۳، این مراسم خارج از لس آنجلس برگزار گردید. جیمز کوردن مجدد، میزبان این مراسم بود. نامزدهای این دوره، در ۲۸ نوامبر ۲۰۱۷ معرفی شدند.

## اجراکنندگان

### مراسم اصلی
| هنرمند(ان)                                                  | ترانه(ها)                                                           |
| ----------------------------------------------------------- | ------------------------------------------------------------------- |
| کندریک لامار بونو د اج                                      | "XXX" "روح آمریکایی" "دی‌ان‌ای (ترانه کندریک لامار)" "پادشاه مرده‌است" |
| لیدی گاگا مارک رانسون                                       | "جوآن" "یک میلیون دلیل"                                             |
| سم اسمیت                                                    | "Pray"                                                              |
| لیتل بیگ تاون                                               | "Better Man"                                                        |
| Jon Batiste گری کلارک جونیور Joe Saylor                     | بزرگداشت فتس دومینو و چاک بری "Ain't That a Shame" Maybellene"      |
| لوییس فانسی ددی یانکی                                       | "دسپاسیتو"                                                          |
| چایلدیش گامبینو                                             | "Terrified"                                                         |
| پینک                                                        | "Wild Hearts Can't Be Broken"                                       |
| برونو مارس کاردی بی                                         | "Finesse"                                                           |
| استینگ شگی                                                  | "Englishman in New York" "Don't Make Me Wait"                       |
| دی‌جی خالد ریحانا Bryson Tiller                              | "افکار وحشیانه"                                                     |
| اریک چرچ Maren Morris Brothers Osborne                      | بزرگداشت قربانیان تیراندازی لاس وگاس استریپ ۲۰۱۷ "اشک‌ها در بهشت"    |
| کشا کامیلا کابیو سیندی لاپر جولیا مایکلز آندرا دی بیبی رکسا | "نیایش"                                                             |
| یوتو                                                        | "Get Out of Your Own Way"                                           |
| التون جان مایلی سایرس                                       | "Tiny Dancer"                                                       |
| بن پلت (بازیگر)                                             | "Somewhere"                                                         |
| پتی لوپن                                                    | بزرگداشت اندرو لوید وبر "آرژانتین برای من گریه نکن"                 |
| سزا                                                         | "Broken Clocks"                                                     |
| Chris Stapleton امیلو هریس                                  | بزرگداشت تام پتی "Wildflowers"                                      |
| لاجیک آلیسیا کارا خالید رابینسون                            | "۱-۸۰۰-۲۷۳-۸۲۵۵"                                                    |

## ضبط سال
'Redbone' چایلدیش گامبینو
'دسپاسیتو' لوییس فانسی، ددی یانکی و جاستین بیبر
'داستان اوجی' جی زی
'متواضع' کندریک لامار
'جادوی ۲۴ قیراطی' برونو مارس

## آلبوم سال
'بیدار شو، عشق من!' چایلدیش گامبینو
'۴:۴۴' جی زی
'لعنت' کندریک لامار
'ملودرام' لرد
'جادوی ۲۴ قیراطی' برونو مارس

## ترانه سال
'دسپاسیتو' لوییس فانسی، ددی یانکی و جاستین بیبر
۴:۴۴ جی زی
مسائل جولیا مایکلز
۱-۸۰۰-۲۷۳-۸۲۵۵ لاجیک، آلیسیا کارا، خالید
این چیزی است که من دوست دارم، برونو مارس

## هنرمند جدید
آلیسیا کارا
خالید
جولیا مایکلز
لیل اوزی ورت
سیزا